# Яккунъях
Яккунъях (устар. Яккун-Ях) — река в России, протекает по Сургутскому району Ханты-Мансийского АО. Устье реки находится в 711 км от устья реки Большой Юган по правому берегу. Длина реки составляет 97 км, площадь водосборного бассейна — 902 км².

## Данные водного реестра
По данным государственного водного реестра России относится к Верхнеобскому бассейновому округу, водохозяйственный участок реки — Обь от города Нефтеюганск до впадения реки Иртыш, речной подбассейн реки — Обь ниже Ваха до впадения Иртыша. Речной бассейн реки — (Верхняя) Обь до впадения Иртыша.
Код объекта в государственном водном реестре — 13011100212115200047376.

## Притоки
(км от устья)
- 29 км: река Онгикумъёгарт
- 50 км: река Вочъягун
- 73 км: река Энтль-Пунигль
- Малый Комариный